# 夢空間スポーツ
『夢空間スポーツ』（ゆめくうかんスポーツ）とは、福岡放送で1999年（平成11年）10月から毎週日曜日 16:55 - 17:25に放送されているスポーツ情報番組。略称「夢スポ」。ハイビジョン制作。

## 概要
九州、とりわけ福岡県の1週間のスポーツ情報を取り上げている番組で、福岡ソフトバンクホークス関連の情報とアビスパ福岡関連の情報を中心に構成されている。福岡ソフトバンクホークスの前身・福岡ダイエーホークスがリーグ初優勝した直後の1999年10月に、ホークス専門番組『JUMP UP ホークス』とアビスパ専門番組『Go! Go! アビスパ』を統合してスタートした。以来、対象となるスポーツを順次拡張している。
近年リニューアルを繰り返しており、2010年春以降は番組上では完全に『夢スポ』として進行しているが、提供読みについては正式タイトルのままである。
日曜日がホークス戦中継の場合、試合継続時は番組の枠を使って放送され、その際はスタジオとのクロストークあり（但し早終了時のみ）。また日本テレビ系列で15:00からスポーツ中継放送時または24時間テレビ放送時は番組は休止となる。（スポーツ中継時は直後の後座番組放送時のみの対応となる）

## ターゲットとする競技・チーム
- プロ野球（福岡ソフトバンクホークス）
- Jリーグ（アビスパ福岡、ギラヴァンツ北九州、サガン鳥栖）
初代MC・信川竜太が博多の森のスタジアムDJであるため、サッカーはどうしてもアビスパ偏重だった。信川降板後にはサッカー枠も縮小気味である。
2014年までの数年間は、サガンがJ1昇格したことやFBSがスカパー!向けサガンのホームゲームの中継の制作を担当していることで、アビスパよりもサガンを取り上げることが多くなっていたが、2015年よりFBSがアビスパのホームゲームの中継の制作を担当することになったため、以前の状況に戻っている。
- ジャパンラグビートップリーグ（コカ・コーラウエストレッドスパークス、九州電力キューデンヴォルテクス、福岡サニックスブルース）
- プロバスケットボールB.LEAGUE（ライジングゼファーフクオカ）
- プロボクシング（不定期）
- その他のスポーツは郷土勢の活躍やエリア内で行われた大きな大会を取り上げる程度である。

## 主なコーナー

### シーズン中
- それ行け！宗リン!（川﨑宗則の近況を伝えるコーナー）
  - この番組から「宗リン」（ムネリン）という愛称は生まれていて、本人にとっても飛躍のきっかけとなった番組での縁起の良いコーナー。
- ボクシングコーナー
- 夢スポスクランブル（エリアスポーツのフラッシュニュース）

### 主なオフシーズン中のコーナー
- 選手との釣り対決（主に城島健司との対決がメイン）
- 1年間のシーズンを選手が振り返る（小料理屋などで）
- キャンプ情報

### ママチャリグランプリ
- 毎年夏にオートポリスで行われるママチャリグランプリなる大会に『チーム夢スポ』として参加していて、その時の奮闘ぶりを放映している。
- 司会者は勿論、福岡にゆかりのあるスポーツ選手も出場している。
- 2005年は初めて2チームでのエントリーになった。
- 2006年は前年参加の日下部基栄が妊娠を番組で告白し、出場回避。3人を補充して1チームで参加した。

#### 今までの主な参加者
- 日下部基栄（元柔道選手。シドニー五輪銅メダリスト、アテネ五輪出場）
- 服部浩紀（元アビスパ選手・現ザスパクサツ群馬監督）
- 福田良（レーシングドライバー）
- 坊西浩嗣（元ホークス選手・野球解説者）
- 児玉育則（番組ナレーター）
- 大之伸くま（プロボクサー）
- 巻加理奈（オムロンハンドボール部。ロアッソ熊本所属サッカー選手巻誠一郎の妹）

## 過去のコーナー
- 男・田口の俺の部屋にようこそ（田口昌徳によるキャンプレポート）……2004年まで
- 走れ！マーくん（馬原孝浩の近況を伝えるコーナー）……2004年途中まで
- 毅と渚の一週間（和田毅と新垣渚の近況を伝えるコーナー）……2003年のみ
- 信川竜太の熱血アビスパ（スタジアムDJでもあった信川による解説）
- 気分はJoh×2
  - 城島健司の近況を伝えるコーナー。夢スポの前身、「JUMP UP ホークス」の時代（1997年）から名を変えつつやっている。
  - 城島が一時期怪我して出られなかった時は、当時控えキャッチャーだった坊西浩嗣がメインの気分はBoh×2に。
  - 城島のシアトル・マリナーズ移籍後も続いており、山田アナが現地取材をすることも。
  - 2007年5月6日には山田が日本テレビニューヨーク支局から生中継した。
  - 城島の阪神タイガース入りにより終了。

## 出演者
表記がない人物は出演当時も含む、FBSアナウンサー。
司会
- 中谷萌
石川の産休に伴う降板で、2020年6月7日に就任。
- ブルーリバー（お笑いコンビ）

コメンテーター（週替わりで一人出演）
- 摂津正（FBS野球解説者）
- 中払大介（元サッカー選手）
- 若菜嘉晴（FBSほか野球解説者。元福岡ダイエーコーチ）
- 服部浩紀（FBSサッカー解説者。元アビスパ選手）
- 越本隆志（元プロボクサー、FUKUOKAジム会長。スケジュールの合間を見て出演し、近況などを語ることあり）
- 日下部基栄（元福岡県警警察官。シドニー五輪柔道女子57kg以下級銅メダリスト）

ナレーター
- 児玉育則（チーム夢スポ企画などで顔出しもあり）

### 過去の出演者
- 信川竜太（初代司会、ラジオDJ）
番組開始から10年近く務め、番組の“顔”であったが、FBSのリストラにより2009年3月29日を最後に降板。なおこの前後から、それまで報道部契約キャスターに任せていた夜間土日のスポットニュース読みも、アナウンサーが務めるようになっている。
- 池田史（初代司会）
- CAORI（司会、元タレント。元ホークス投手岡本克道夫人）
結婚を機に降板。そのきっかけはこの番組だった。
- 高橋慶彦（野球解説者）
2002年から2004年途中までほぼ毎週コメンテーターとして出演していたが、千葉ロッテマリーンズの巡回コーチに急遽就任したため降板している。
- 加藤和子（司会、元ローカルタレント）
現在はホークス専門の雑誌「月刊ホークス」でライターとして活躍している。この番組の司会をしている時にも対談企画などで月刊ホークスには登場している。
- 佐藤ゆかり（オペレーター、ローカルタレント）
川﨑宗則選手の愛称「ムネリン」を流行らせたのは、実は佐藤。「それ行け!ムネリン」は当初佐藤が生でナレーションを担当し、自主トレーニングの現場に押しかけたこともあった。
- 山田真由美（司会）
- 林さやか（司会、2008年2月から8か月間。ローカルタレント、モデル）
- 仲谷亜希子（司会、2008年10月から2013年3月まで。）
- 財津ひろみ（2010年3月、仲谷の特番収録参加に伴い代役司会を務めた）
- 松井礼明
当初リポーター起用。信川降板で2009年4月5日から司会に。2015年3月30日からこれまで金曜のみ担当だった「めんたいワイド」の古賀ゆきひと卒業に伴う全曜日司会就任の為、3月22日で降板。
- 川崎優（2013年3月～2015年12月。モデル）
- 石川愛（川崎優降板で2016年1月10日 - 2020年5月31日）産休に伴い降板。
- 福岡竜馬（2015年4月〜2024年3月）後に人事異動により、2024年7月よりスポーツ部へ異動。